# Andreas Breitenstein
Andreas Breitenstein (geboren 1961 in Zürich) ist ein Schweizer Journalist und Literaturkritiker.   

## Leben
Andreas Breitenstein wuchs in Zürich auf und studierte 1981 bis 1988 Germanistik, Philosophie und Kunstgeschichte an der Universität Zürich. Er arbeitete als Werbetexter und als freier Literaturkritiker für Schweizer Zeitungen und wurde 1992 Mitglied der Feuilletonredaktion der Neuen Zürcher Zeitung, wo er die Kulturen und Literaturen Österreichs, Skandinaviens, Osteuropas, Russlands, Asiens und Lateinamerikas betreut. In der Zeitung schreibt er auch über gesellschaftliche Themen der asiatischen Welt.
Breitensteins literarische Interessen liegen vornehmlich bei den Schriftstellern des österreichischen, skandinavischen und ostmitteleuropäischen Raumes (Gstrein, Glavinic, Enquist, Petterson, Stasiuk, Bartis, Cărtărescu). Er zählt zu den Entdeckern Roberto Bolaños für den deutschsprachigen Raum und zu den Exegeten Imre Kertész’.  
Breitenstein erhielt 2017 den Alfred-Kerr-Preis.

## Schriften (Auswahl)
- (Hrsg.): Der Kulturbetrieb. Dreissig Annäherungen. Suhrkamp, Frankfurt am Main 1996, ISBN 978-3-518-39078-8.
- Der Fährtenleser im Exil der Dichter. Dankesrede Alfred-Kerr-Preis. In: NZZ, 25. März 2017, S. 30 f.